# Isole della Finlandia

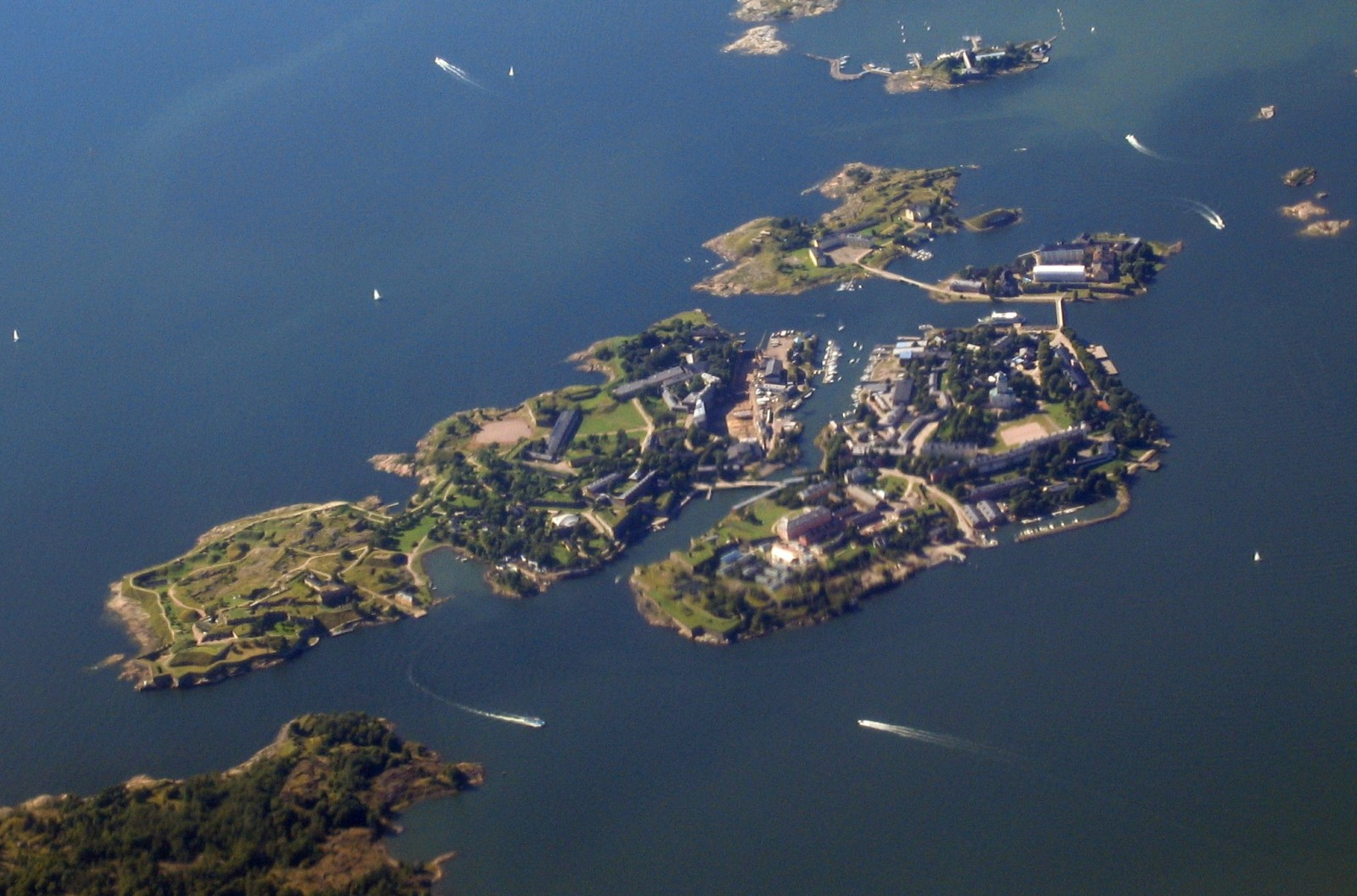
Veduta aerea di Suomenlinna

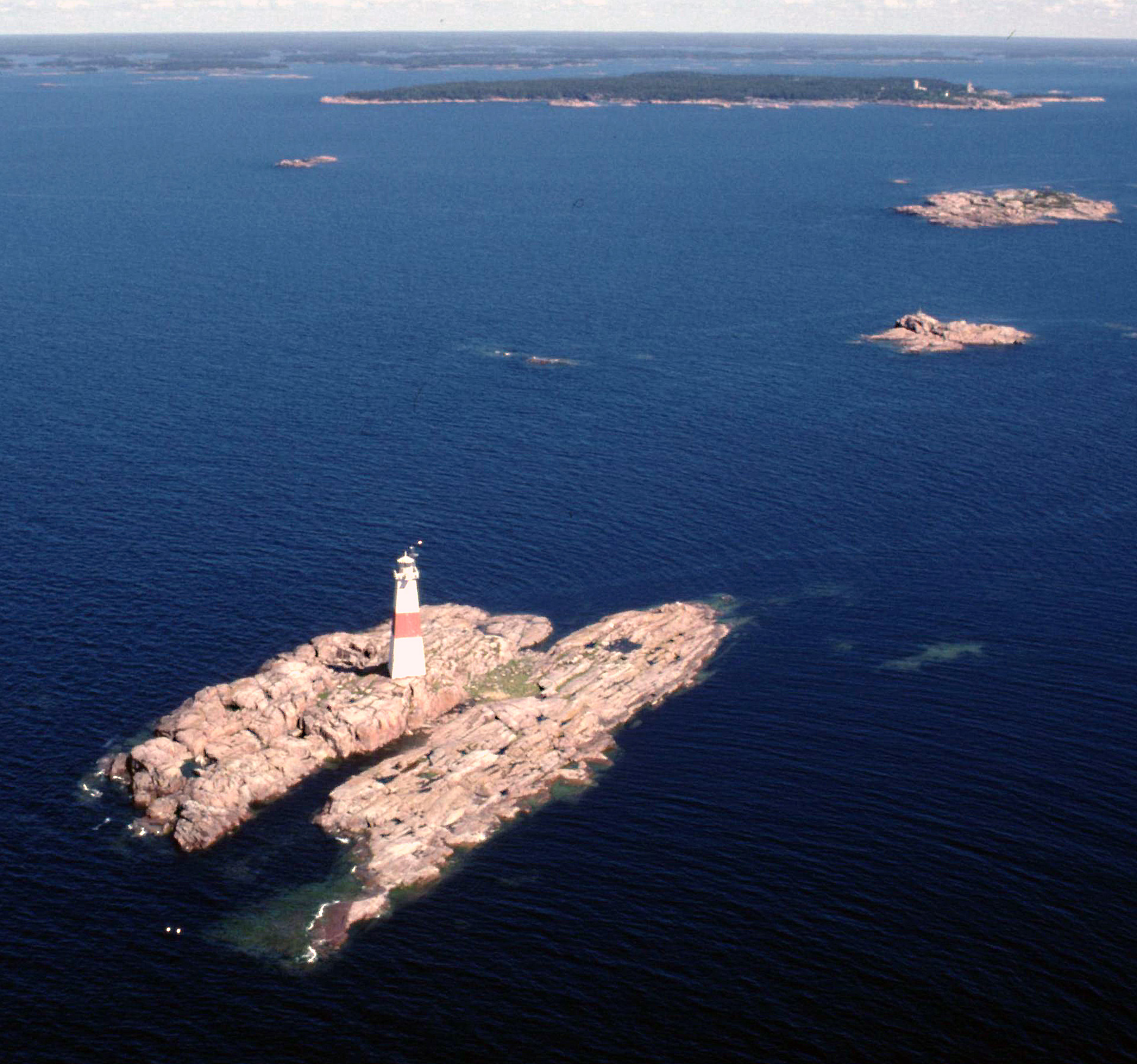
Un faro a Jussarö

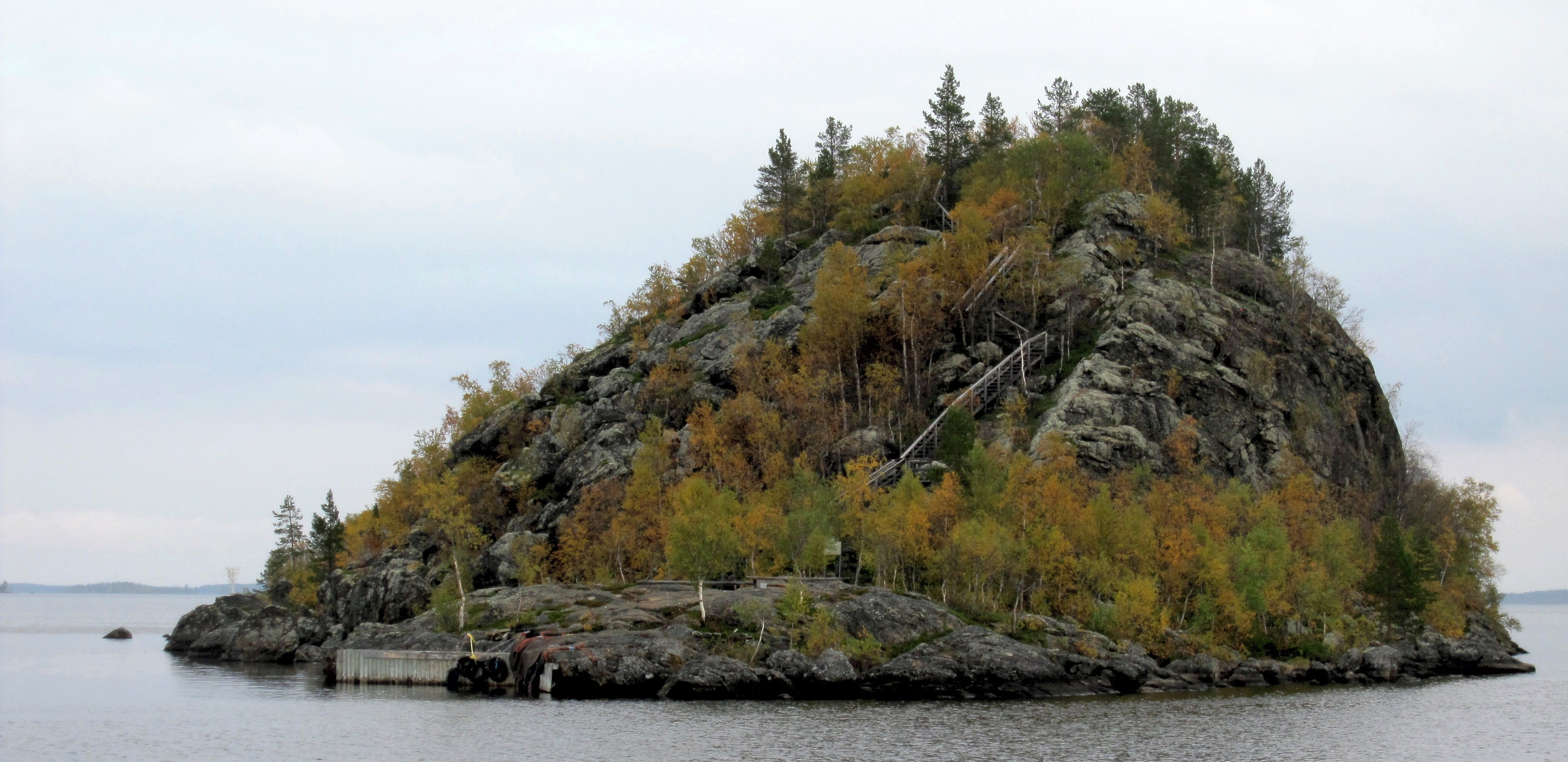
L'isola di Ukonkivi

In Finlandia ci sono numerosissime isole, 789 delle quali con una superficie superiore ad un chilometro quadrato. La maggioranza sono abitate e collegate alla terraferma con ponti e strade, sebbene 445 di esse non lo siano. La maggior parte delle isole minori, decine di migliaia, sono disabitate e per lo più utilizzate a scopo ricreativo.

## Elenco
- Isole Åland
- Bengtskär
- Bergö
- Björkö (Korsholm)
- Emäsalo
- Enonsaari
- Fasta Åland
- Hailuoto
- Harmaja
- Hevonkakki
- Hirvensalo
- Houtskär
- Iniö
- Isola di Turku
- Jurmo
- Jussarö
- Kakskerta
- Kataja
- Kimitoön
- Koivusaari
- Kökar
- Kokkosaari
- Korkeasaari
- Korpo
- Kotisaari
- Kråkö
- Kuivasaari
- Kulosaari
- Kustavi
- Kvarken
- Kytö
- Laajasalo
- Lauttasaari
- Lohjansaari
- Luonnonmaa
- Mäkiluoto
- Isola Maly Vysotsky
- Märket
- Mulkkusaaret
- Nagu
- Öja
- Otava
- Pellinki
- Pihlajasaari
- Raippaluoto (Replot)
- Reposaari
- Ruissalo
- Rymättylä
- Sakkiluoto
- Sääminginsalo
- Santahamina
- Särkisalo
- Satava
- Seurasaari
- Själö
- Soisalo
- Storlandet
- Suomenlinna
- Suvisaaristo
- Säppi
- Tammisalo
- Ukonkivi
- Utö, Finland
- Valsörarna
- Väski
- Velkua
- Vessö